# جايسون إميري
جايسون إميري (بالإنجليزية: Jason Emery)‏ هو لاعب اتحاد الرغبي نيوزيلندي، ولد في 21 سبتمبر 1993 في تاورانجا في نيوزيلندا.